# اولدژیخ اسوویانوفسکی
اولدژیخ اسوویانوفسکی (چکی: Oldřich Svojanovský؛ زادهٔ ۹ مارس ۱۹۴۶) قایقران روئینگ اهل چکسلواکی بود.
وی در مسابقات کشوری و بین‌المللی در مجموع برندهٔ ۱ مدال طلا، ۲ مدال نقره، ۲ مدال برنز شده‌است.